# عميناداب
عميناداب هي شخصية ثانوية مذكورة في سفر التكوين وإنجيل متى. وهو من أجداد داود. وذُكره متى في نسب يسوع.
وفقًا لأنساب سفر التكوين فإن عميناداب هو ابن رام بن حصرون بن فارص بن يهوذا، وكان مولده أثناء وجود بني إسرائيل في مصر القديمة، أنجب عميناداب نحشون الذي أصبح رئيس سبط يهوذا، كما أنجب إليشيفا التي تزوجت من النبي هارون، فهو حمو هارون.
في فيلم 1956 الوصايا العشر، ظهرت شخصية عميناداب أثناء الخروج، وكان كبير السن وهش للغاية في السفر.